# Lương Triều Vỹ
Lương Triều Vỹ (tiếng Trung: 梁朝偉, tiếng Anh: Tony Leung Chiu-wai, sinh ngày 27 tháng 6 năm 1962) là một diễn viên người Hồng Kông. Ông là nam diễn viên Hồng Kông đầu tiên giành giải Nam diễn viên xuất sắc nhất tại Liên hoan phim Cannes với bộ phim Tâm trạng khi yêu (2000), và hiện đang giữ kỷ lục về số lần chiến thắng giải Nam diễn viên chính xuất sắc nhất tại cả Giải thưởng Điện ảnh Hồng Kông lẫn Giải Kim Mã.
Lương Triều Vỹ được biết đến nhiều nhất qua các bộ phim hợp tác với đạo diễn Vuơng Gia Vệ – bao gồm A Phi chính truyện (1990), Trùng Khánh Sâm Lâm (1994), Đông Tà, Tây Độc (1994), Xuân quang xạ tiết (1997), Tâm trạng khi yêu (2000), 2046 (2004) và Nhất đại tông sư (2013). Ông tham gia diễn xuất trong ba bộ phim đoạt giải Sư tử vàng tại Liên hoan phim Venice là Bi tình thành thị (1989), Xích lô (1995) và Sắc, Giới (2007). Lương Triều Vỹ cũng góp mặt trong bộ phim Anh hùng (2002) của đạo diễn Trương Nghệ Mưu, được đề cử Phim nói tiếng nước ngoài hay nhất tại Giải Oscar lần thứ 75.

## Tiểu sử
Lương Triều Vỹ sinh ngày 27 tháng 6 năm 1962 tại Hồng Kông, trong một gia đình khó khăn, cha mẹ không hạnh phúc. Thuở nhỏ, ông rất hiếu động, thường xuyên đánh nhau với bạn bè và hay bị phê bình kiểm điểm ở trường. Năm Lương Triều Vỹ 10 tuổi, mẹ ông ly hôn với cha ông, một mình nuôi hai đứa con, vì không chịu được tính nết của người chồng cờ bạc, say xỉn. Năm 15 tuổi, ông phải bỏ học để đi làm kiếm tiền giúp mẹ, trải qua nhiều công việc khác nhau như bán báo, làm nhân viên giới thiệu sản phẩm, tạp vụ. Năm 19 tuổi, Lương Triều Vỹ xin được công việc ở một cửa hàng đồ điện gia dụng, có thu nhập tạm ổn. Ông từng chia sẻ rằng vào thời điểm đó, nếu không có biến động gì, bản thân sẽ phấn đấu lên chức giám đốc bán hàng. Bạn thân của Lương Triều Vỹ là Châu Tinh Trì – bấy giờ rất đam mê diễn xuất – đã không ngừng rủ ông cùng thi vào lớp đào tạo diễn xuất của đài TVB. Dù bị mẹ phản đối kịch liệt, Lương Triều Vỹ vẫn nghe theo lời Châu Tinh Trì, quyết định trở thành một diễn viên.

## Sự nghiệp

### 1982 – 1988: Khởi đầu sự nghiệp với phim truyền hình

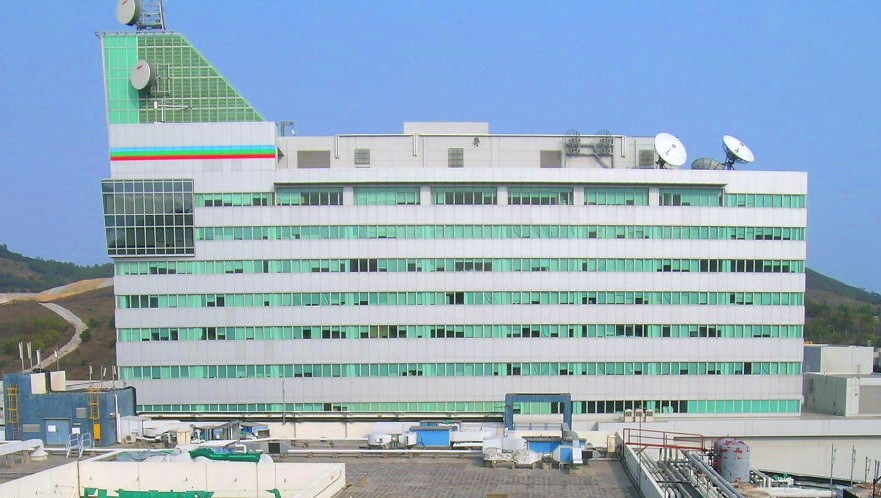
Đài TVB, nơi Lương Triều Vỹ khởi đầu sự nghiệp

Năm 1982, Lương Triều Vỹ đăng ký khóa 11 lớp đào tạo diễn xuất TVB. Ngay từ khi vừa vào học, ông đã được phân vào nhóm ngôi sao. Năm 1983, Lương Triều Vỹ cùng với Thang Chấn Nghiệp, Miêu Kiều Vỹ, Huỳnh Nhật Hoa và Lưu Đức Hoa được Thiệu Dật Phu – ông chủ đài TVB – đặt cho danh hiệu Ngũ hổ tướng. Năm 1984, khi mới 22 tuổi, ông đóng vai Vi Tiểu Bảo trong bộ phim truyền hình Lộc Đỉnh ký. Bộ phim chuyển thể này thành công ngoài mong đợi còn vai diễn Vi Tiểu Bảo thì giúp tên tuổi của Lương Triều Vỹ nhanh chóng thăng hạng dù ông chỉ là diễn viên mới bước chân vào nghề. Một năm sau, Lương Triều Vỹ hóa thân thành viên cảnh sát anh hùng trong Tân trát sư huynh tục tập. Ông tiếp tục đóng vai chính trong hàng loạt bộ phim truyền hình đình đám của đài TVB như Ỷ Thiên Đồ Long ký (1986), Song hùng kỳ hiệp (1988), Hiệp khách hành (1989). Năm 1987, Lương Triều Vỹ nhận Giải thưởng Điện ảnh Hồng Kông đầu tiên với một vai phụ trong phim điện ảnh Nhân dân anh hùng. Sau bảy năm gắn bó với TVB, ông không tiếp tục đóng phim truyền hình cho đài này nữa. Kể từ năm 1990, Lương Triều Vỹ đã chính thức chuyển hẳn sang mảng phim điện ảnh.

### 1989 – 1999: Thăng tiến ở mảng phim điện ảnh
– Lương Triều Vỹ
Năm 1989, Lương Triều Vỹ đóng vai chính trong Bi tình thành thị của đạo diễn Hầu Hiếu Hiền – bộ phim giành giải Sư tử vàng tại Liên hoan phim Venice lần thứ 46, từng được bầu chọn là tác phẩm vĩ đại nhất lịch sử điện ảnh Hoa ngữ. Bi tình thành thị đưa tên tuổi Lương Triều Vỹ vượt ra khỏi biên giới Hồng Kông, vươn tầm châu lục và thế giới. Năm 1990, ông có lần đầu hợp tác với đạo diễn Vương Gia Vệ trong A Phi chính truyện với một vai khách mời. Năm 1992, Lương Triều Vỹ đóng vai chính cùng Châu Nhuận Phát trong Lạt thủ thần thám – tác phẩm do Ngô Vũ Sâm đạo diễn, được Taste of Cinema bình chọn là bộ phim hành động có cảnh đấu súng đẹp mắt nhất. Tại Giải thưởng Điện ảnh Hồng Kông lần thứ 11, ông từ chối đề cử cho vai diễn trong Lạt thủ thần thám vì tin rằng vai của mình là vai chính chứ không phải vai phụ như trong danh sách đề cử.
Năm 1994, Lương Triều Vỹ giành cú đúp Nam diễn viên chính xuất sắc nhất tại Giải thưởng Điện ảnh Hồng Kông và Giải Kim Mã sau khi tham gia bộ phim Trùng Khánh Sâm Lâm của đạo diễn Vương Gia Vệ – xếp thứ 17 trong danh sách phim hay nhất mọi thời đại do tạp chí Time bình chọn. Cùng trong năm 1994, ông tiếp tục hợp tác với Vương Gia Vệ trong Đông Tà, Tây Độc – tác phẩm giành giải tại Liên hoan phim Venice lần thứ 51, lọt Top 100 bộ phim Trung Quốc xuất sắc nhất mọi thời đại tại Giải thưởng Điện ảnh Hồng Kông lần thứ 24. Một năm sau, Lương Triều Vỹ góp mặt trong bộ phim Xích lô của đạo diễn Việt Nam Trần Anh Hùng gặt hái thành công với giải Sư tử vàng cho phim hay nhất tại Liên hoan phim Venice lần thứ 52.
Năm 1997, Lương Triều Vỹ tham gia Xuân quang xạ tiết cùng với Trương Quốc Vinh – được xem là một trong những bộ phim đề tài LGBT hay nhất trong làn sóng New Queer Cinema, mang về cho ông giải Nam diễn viên chính xuất sắc nhất tại Giải thưởng Điện ảnh Hồng Kông lần thứ 17.

### 2000 – nay: Vươn tới đỉnh cao sự nghiệp

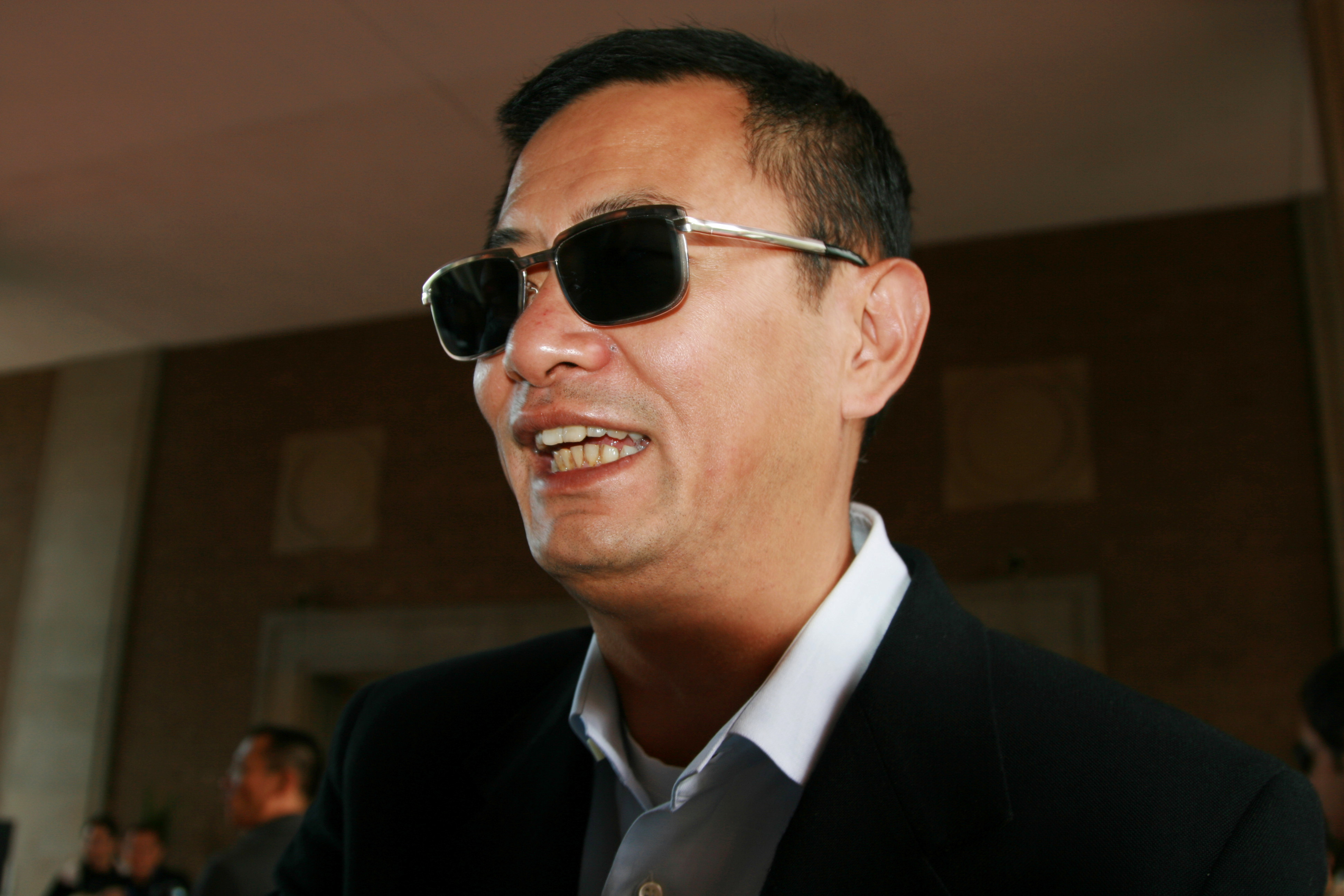
Đạo diễn Vương Gia Vệ, người hợp tác lâu năm với Lương Triều Vỹ

Năm 2000, Lương Triều Vỹ đóng cùng Trương Mạn Ngọc trong Tâm trạng khi yêu. Bộ phim tình cảm của đạo diễn Vương Gia Vệ trở thành tác phẩm hiếm hoi của điện ảnh châu Á khiến cả thế giới phải ngưỡng mộ, được BBC bình chọn là phim điện ảnh vĩ đại thứ hai của màn ảnh thế giới trong thế kỷ 21, chỉ xếp sau Con đường ảo mộng (2001). Tâm trạng khi yêu giúp Lương Triều Vỹ trở thành nam diễn viên Hồng Kông đầu tiên nhận giải Nam diễn viên xuất sắc nhất tại Liên hoan phim Cannes.

Năm 2002, Lương Triều Vỹ lại tiếp tục sánh vai cùng Trương Mạn Ngọc trong bom tấn võ hiệp Anh hùng của đạo diễn Trương Nghệ Mưu. Anh hùng là bộ phim có kinh phí cao nhất lịch sử điện ảnh châu Á vào thời điểm ra mắt, nhận được đề cử Phim nói tiếng nước ngoài hay nhất tại Giải Oscar lần thứ 75. Cùng năm đó, Lương Triều Vỹ lại có thêm một vai diễn xuất sắc khi hóa thân thành một cảnh sát chìm được cấy vào băng đảng xã hội đen trong Vô gian đạo. Chính nhờ diễn xuất của ông cùng với Lưu Đức Hoa mà Vô gian đạo thành công vượt bậc dù không quá xuất sắc về mặt kịch bản và dàn dựng. Năm 2004, Lương Triều Vỹ đóng chung với Chương Tử Di trong 2046. Bộ phim này đem về cho Lương Triều Vỹ đề cử Nam diễn viên chính xuất sắc nhất tại Giải Kim Mã lần thứ 41 và giải Nam diễn viên chính xuất sắc nhất tại Giải thưởng Điện ảnh Hồng Kông lần thứ 24. Năm 2007, với bộ phim Thương thành (2006), ông nhận đề cử Nam diễn viên chính xuất sắc nhất tại Giải thưởng Điện ảnh Hồng Kông lần thứ 26. Năm 2008, bộ phim Sắc, Giới mà Lương Triều Vỹ hợp tác với đạo diễn Lý An giành giải Sư tử vàng tại Liên hoan phim Venice lần thứ 64  và thắng đến bảy giải quan trọng tại Giải Kim Mã – trong đó có giải Nam diễn viên chính xuất sắc nhất cho chính ông. Hai năm 2008 và 2009, Lương Triều Vỹ đóng vai Chu Du trong hai phần phim lịch sử bom tấn Đại chiến Xích Bích của đạo diễn Ngô Vũ Sâm. Năm 2013, với bộ phim Thính phong giả (2012), ông lại nhận được một đề cử Nam diễn viên chính xuất sắc nhất tại Giải thưởng Điện ảnh Hồng Kông lần thứ 32.

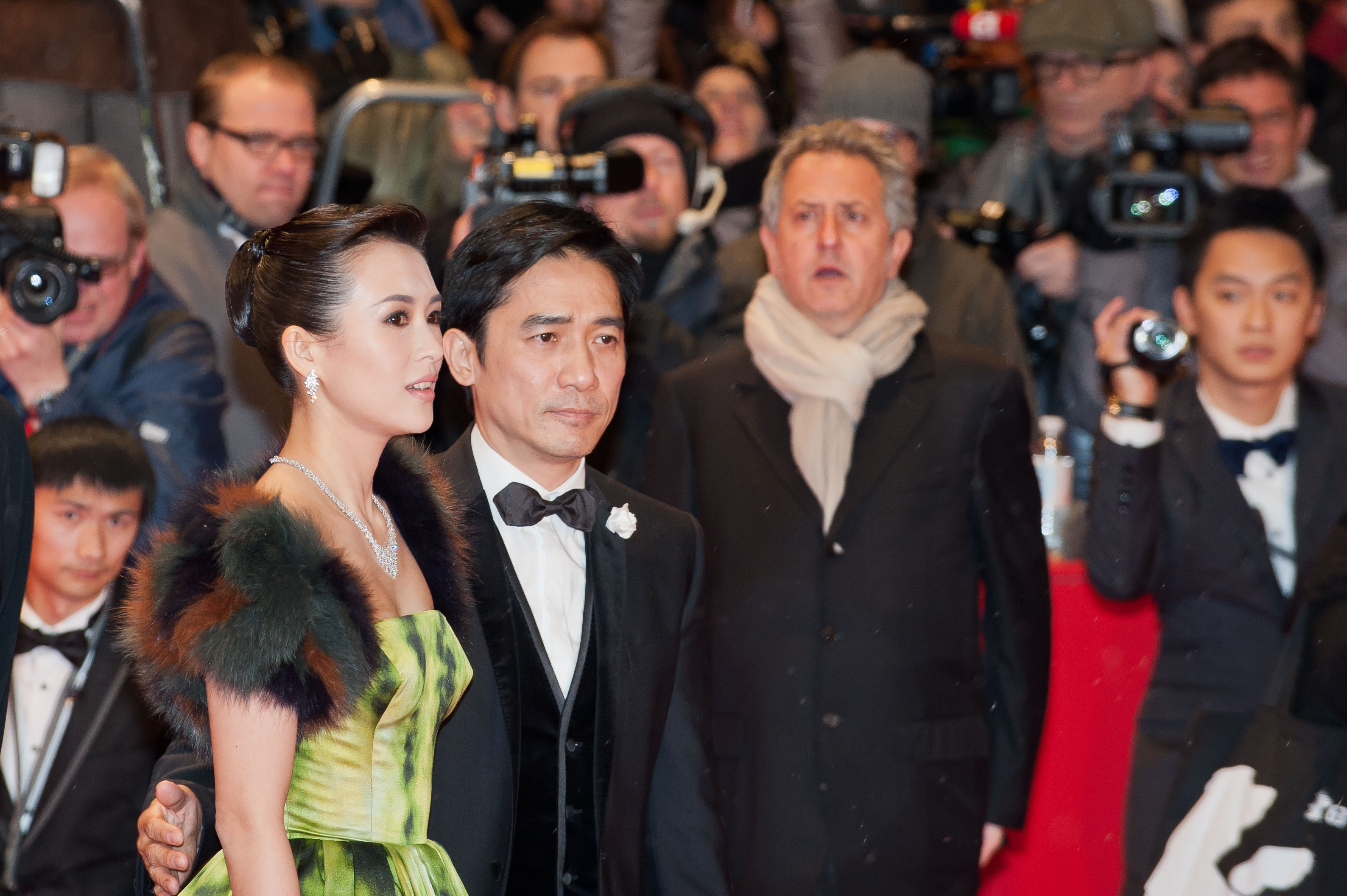
Lương Triều Vỹ và Chương Tử Di tại Liên hoan phim quốc tế Berlin năm 2013

Năm 2013, Lương Triều Vỹ đóng vai võ sư Diệp Vấn trong Nhất đại tông sư của đạo diễn Vương Gia Vệ. Tại Giải thưởng Điện ảnh Hồng Kông lần thứ 33, Nhất đại tông sư là Phim hay nhất nhưng Lương Triều Vỹ thì để vuột giải Nam diễn viên chính xuất sắc nhất vào tay Lương Gia Huy.
Năm năm sau Nhất đại tông sư (2013), Lương Triều Vỹ chỉ đóng thêm ba bộ phim điện ảnh – Người chèo thuyền (2016), Truy lùng quái yêu 2 (2018) và Công phá Âu châu (2018) – cả ba đều không tạo được dấu ấn trong lòng khán giả. Năm 2018, ông thông báo mãn hạn hợp đồng, chính thức rời khỏi Công ty điện ảnh Trạch Đông của đạo diễn Vương Gia Vệ, kết thúc 20 năm hợp tác đầy thành công. Cũng trong năm 2018, trả lời phỏng vấn của Sina, Lương Triều Vỹ chia sẻ rằng ông ngày càng ít hứng thú đóng phim vì vấn đề tuổi tác. Năm 2021, bộ phim Phong tái khởi thời có sự góp mặt của Lương Triều Vỹ và Quách Phú Thành bị hoãn chiếu do chưa qua vòng kiểm duyệt tại thị trường Trung Quốc đại lục vì một số nội dung liên quan đến tham nhũng, xã hội đen, dù đã đóng máy từ tận năm 2018.
Ngày 19 tháng 4 năm 2021, Marvel Studios bất ngờ tung trailer bộ phim về siêu anh hùng gốc Á Shang-Chi có sự góp mặt của Lương Triều Vỹ – Shang-Chi và huyền thoại Thập Luân. Lương Triều Vỹ được tiết lộ là sẽ đóng vai người cha hiểm ác của Shang-Chi và cũng chính là tên trùm The Mandarin của tổ chức Thập Luân. Đối với ông, Shang-Chi và huyền thoại Thập Nhẫn là phim Hollywood đầu tiên trong sự nghiệp. Phim dự kiến công chiếu vào ngày 3 tháng 9 năm 2021.

## Đời tư

### Lối sống
Lương Triều Vỹ được biết đến là người kiệm lời, khiêm tốn, thích cuộc sống riêng tư, không ồn ào và rất ưa du lịch một mình. Ông từng thừa nhận bản thân hay ngượng ngùng khi đứng trước máy quay hoặc phụ nữ đẹp. Năm 2000 khi đoạt giải Nam diễn viên xuất sắc nhất tại Liên hoan phim Cannes, Lương Triều Vỹ trả lời phóng viên: "Tất cả chỉ là nhờ may mắn thôi. Năm nay tôi may lắm, mà giải của tôi cũng không có sự cạnh tranh lớn." Nhiều nhà đài từng mời ông ghi hình chương trình truyền hình thực tế với thù lao cao ngất ngưởng nhưng ông từ chối vì không muốn công khai đời tư. Mặc dù giàu có nhưng Lương Triều Vỹ sống rất bình dân, thường xuyên bị bắt gặp đi mua quần áo, thực phẩm hoặc dạo phố một một mình. Theo QQ, chính thời thơ ấu khổ cực đã khiến nam diễn viên chọn lối sống tiết kiệm.

### Quan hệ tình cảm, hôn nhân
Lương Triều Vỹ thừa nhận yêu ba người phụ nữ, gồm Tăng Hoa Thiên, Lê Mỹ Nhàn và người ông lấy làm vợ Lưu Gia Linh, cũng từng vướng tin đồn phải lòng Trương Mạn Ngọc khi cả hai đóng chung bộ phim Tâm trạng khi yêu (2000). Đã có lúc ông bị nghi ngờ có mối quan hệ đồng tính với Trương Quốc Vinh – nam diễn viên nổi tiếng với các vai diễn nhuốm màu bi thương. Tháng 7 năm 2008, Lương Triều Vỹ làm đám cưới với Lưu Gia Linh tại Bhutan. Sự kiện này diễn ra đúng vào thời điểm dư luận đang tranh cãi về vấn đề giới tính của ông.
Vợ chồng Lương Triều Vỹ và Lưu Gia Linh cùng cam kết với nhau về việc không sinh con, chọn duy trì một cuộc sống "bán độc thân" tự do: mỗi người có một công việc bận rộn của riêng mình, có nhà chung nhưng thi thoảng mới gặp nhau. Trong suốt nhiều năm, họ không ít lần vướng nghi vấn đổ vỡ, ly hôn song đều giữ im lặng.

### Tài chính

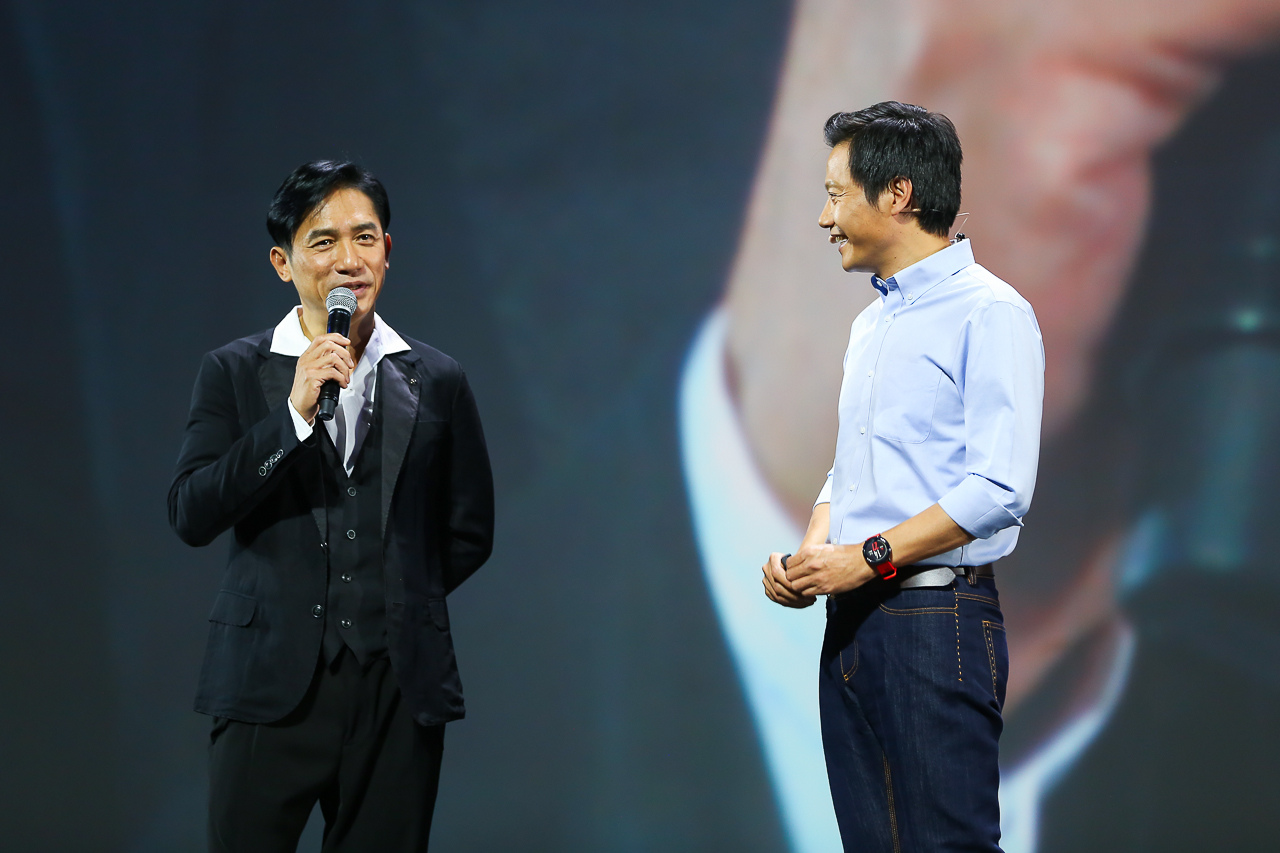
Lương Triều Vỹ tại một buổi ra mắt sản phẩm của hãng Xiaomi năm 2016

Lương Triều Vỹ là một trong những nghệ sĩ giàu có nhất Hồng Kông với khối tài sản có thời điểm lên tới 116 triệu đô la Mỹ. Ông là ngôi sao có mức thù lao cao nhất nhì làng giải trí Hoa ngữ. Từ năm 2016 đến năm 2020, Lương Triều Vỹ đóng sáu phim, kiếm về tổng cộng gần 38 triệu đô la Mỹ, quảng cáo cho hai thương hiệu với mỗi hợp đồng trị giá 4,1 triệu đô la Mỹ. Hoạt động đầu tư bất động sản cũng góp phần vào khoản thu nhập hàng chục triệu đô của nam diễn viên. Năm 2020, theo thống kê của Sina, ông sở hữu 7 bất động sản cao cấp, đắc địa ở Hồng Kông. Tổng giá trị ước tính của chúng là hơn 55 triệu đô la Mỹ.

### Tôn giáo
Lương Triều Vỹ là một tín đồ Phật giáo và cho biết mình đến với tôn giáo này một phần là do ảnh hưởng từ Lưu Gia Linh. Hôn lễ năm 2008 của vợ chồng Lương Triều Vỹ cũng được cử hành theo nghi thức Phật giáo. Năm 2016, truyền thông nhà nước Trung Quốc đã chỉ trích ông cùng một số nhân vật nổi tiếng khác vì tham dự một sự kiện Phật giáo ở Đông Bắc Ấn Độ với các thành viên của Chính phủ lưu vong Tây Tạng.

## Công nhận

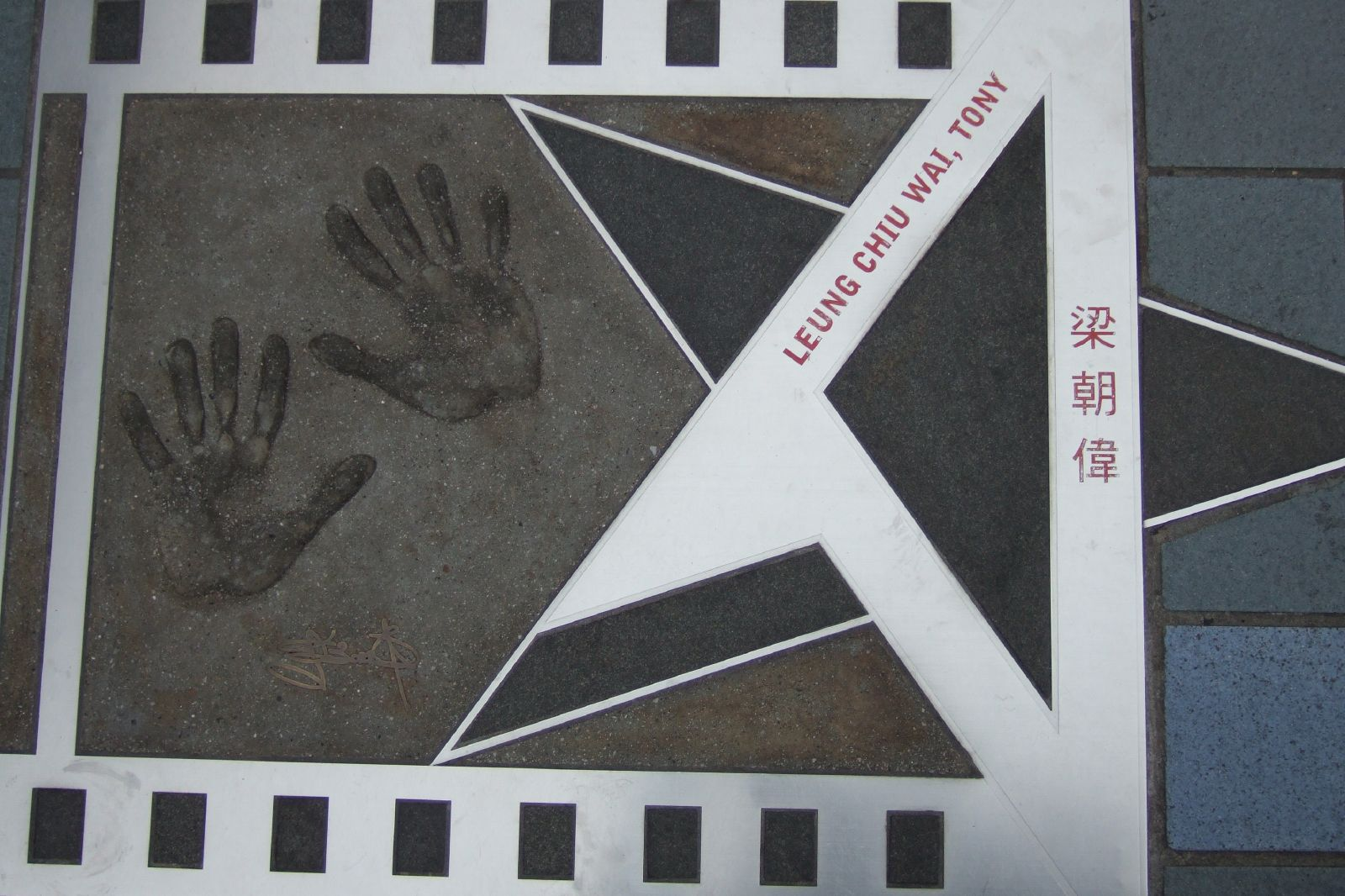
Dấu bàn tay của Lương Triều Vỹ tại Đại lộ Ngôi sao Hồng Kông

Lương Triều Vỹ là nam diễn viên Hồng Kông đầu tiên giành được giải thưởng Nam diễn viên xuất sắc nhất tại Liên hoan phim Cannes và là người đang giữ kỷ lục về số lần chiến thắng giải Nam diễn viên chính xuất sắc nhất tại cả Giải thưởng Điện ảnh Hồng Kông lẫn Giải Kim Mã. Tính đến năm 2013, ông là nghệ sĩ duy nhất 20 lần chiến thắng giải Nam diễn viên xuất sắc nhất tại tất cả các giải thưởng điện ảnh trong nước và quốc tế.
Ngay từ thuở mới vào nghề, Lương Triều Vỹ đã cho thấy thái độ nghiêm túc với công việc cùng sự tận tụy với đam mê diễn xuất. Trang Sina bình luận rằng mỗi khi nhận lời đóng phim, toàn bộ tâm trí và sức lực của Lương Triều Vỹ đều dồn hết cho vai diễn. Mọi việc khác đều đặt ở bên ngoài phim trường. Đạo diễn Vương Gia Vệ, người cùng với Lương Triều Vỹ được xem là "cặp bài trùng" của điện ảnh Hồng Kông, từng nhấn mạnh: "Sự tận tâm trong công việc và thái độ luôn sẵn sàng mạo hiểm trong quá trình sáng tạo nghệ thuật đã đưa Lương Triều Vỹ trở thành một trong những tài tử được yêu thích nhất nền điện ảnh thế giới." Đạo diễn Lý An thì nhận xét: "Anh ấy [Lương Triều Vỹ] quả thực là diễn viên trong mơ, một trong những diễn viên hay nhất thế giới, người sinh ra để dành cho điện ảnh." Hàng loạt ngôi sao màn ảnh Trung Quốc như Lưu Đức Hoa, Củng Lợi, Trương Mạn Ngọc, Châu Tấn, Chương Tử Di, đều dành lời khen ngợi và sự kính trọng cho Lương Triều Vỹ. Robert De Niro ví von Lương Triều Vỹ là  "Clark Gable của châu Á".
Năm 2005, Lương Triều Vỹ từng được Giải thưởng Truyền thông Điện ảnh Trung Quốc bình chọn là một trong 100 nhân vật điện ảnh kiệt xuất nhất lịch sử. Năm 2010, ông được CNN của Mỹ xếp hạng là một trong 25 diễn viên châu Á vĩ đại nhất, lọt vào Top 50 người đàn ông đẹp nhất thế giới do tạp chí People bình chọn. Năm 2013, trong một cuộc khảo sát với hơn 100 nghệ sĩ tham gia, Lương Triều Vỹ cùng với Lưu Đức Hoa được bầu chọn là hai nam diễn viên lôi cuốn nhất ngành công nghiệp giải trí Hồng Kông. Năm 2015, ông được Tổng lãnh sự Pháp ở Hồng Kông và Ma Cao trao tặng Huân chương Văn học và Nghệ thuật. Năm 2018, Lương Triều Vỹ trở thành diễn viên châu Á đầu tiên nhận Giải thưởng Chaplin.
Lương Triều Vỹ là một diễn viên được công nhận ở khả năng biểu đạt bằng mắt. Nhiều bạn diễn của Lương Triều Vỹ cho biết, khi đóng chung, họ không dám nhìn vào mắt ông. Steve Rose của The Guardian viết: "Lương Triều Vỹ có cách riêng để biểu đạt cảm xúc dồn nén, qua cái nhíu mày hay đôi mắt ướt. Điều đó khiến phụ nữ muốn mang ông về và chiều chuộng, còn đàn ông thì ganh đua với ông." Nhà phê bình phim Manohla Dargis của The New York Times thì gọi Lương Triều Vỹ là “nhà thơ của nỗi đau” và là người “cho thấy nỗi đau tột cùng qua đôi mắt u sầu của mình”.

## Danh sách phim và chương trình truyền hình

### Phim
- Shang-Chi và huyền thoại Thập Luân (2021)
- Phong tái khởi thời (2019)
- Công phá Âu châu (2018)
- Truy lùng quái yêu 2 (2018)
- Người chèo thuyền (2016)
- Nhất đại tông sư (2013)
- Thính phong giả (2012)
- Đại ma thuật sư (2011)
- Đại chiến Xích Bích (2008)
- Sắc, Giới (2007)
- Thương thành (2006)
- Công phá Seoul (2005)
- 2046 (2004)
- Âm thanh sắc màu (2003)
- Vô gian đạo 3 (2003)
- Hành vận siêu nhân (2003)
- Anh hùng (2002)
- Vô gian đạo (2002)
- Thiên hạ vô song (2002)
- Giá trị tình yêu (2001)
- Người bạn tình chung xóm (2001)
- Hiệp cốt nhân tâm (2000)
- Tâm trạng khi yêu (2000)
- Công phá Tokyo (2000)
- Bản lĩnh đàn ông (1999)
- Your Place or Mine (1998)
- Hoa Thượng Hải (1998)
- Tình yêu vượt thời gian (1998)
- Ám Hoa (1998)
- Chinese Midnight Express (1997)
- Hiệp đạo song hùng (1997)
- Xuân quang xạ tiết (1997)
- Giang hồ đại phong ba (1996)
- Blind Romance (1996)
- Xích lô (1995)
- Heaven Can't Wait (1995)
- Bác sĩ lưu manh (1995)
- Đông Tà, Tây Độc (1994)
- Trùng Khánh Sâm Lâm (1994)
- The Returning (1994)
- Always Be the Winners (1994)
- Trở về thời phụ thân (1993)
- Phong trần tam hiệp (1993)
- Tiên hạc thần châm (1993)
- Two of a Kind (1993)
- Tân Vi Tiểu Bảo (1993)
- Three Summers (1993)
- Anh hùng đường cùng (1993)
- Tân lưu tinh hồ điệp kiếm (1993)
- Đông Thành, Tây Tựu (1993)
- A Phi và A Kỳ (1992)
- Come Fly the Dragon (1992)
- Lucky Encounter (1992)
- Lạt thủ thần thám (1992)
- Gia đình phú quý (1991)
- Thiện nữ u hồn 3 (1991)
- Ngũ hổ tướng (1991)
- Kỳ mưu vượt quần hùng (1991)
- The Great Pretenders (1991)
- Ma họa tình (1991)
- Điệp huyết nhai đầu (1990)
- The Royal Scoundrel (1990)
- Bi tình thành thị (1989)
- Trung nghĩa quần anh (1989)
- Sát thủ hồ điệp mộng (1989)
- Nữ vô địch Maria (1988)
- Nhân dân anh hùng (1987)
- You Will I Will (1986)
- Happy Go Lucky (1987)
- Địa hạ tình (1986)
- Câu chuyện người khùng (1986)
- Young Cops (1985)
- Fascinating Affairs (1985)
- Mad Mad 83 (1983)

### Chương trình truyền hình
- Hiệp khách hành (1989)
- Song hùng kỳ hiệp (1988)
- Everybody's Somebody's Favourite (1988)
- Đại đô hội (1988)
- Tân trát sư huynh 3 (1988)
- Hoàng Hà đại phong vân (1987)
- Ỷ Thiên Đồ Long ký (1986)
- Dương Gia tướng (1985)
- Tân trát sư huynh tục tập (1985)
- The Rough Ride (1985)
- No Regrets for Our Youth (1984)
- Tân trát sư huynh (1984)
- It's a Long Way Home (1984)
- Lộc Đỉnh ký (1984)
- The Clones (1984)
- Bắc Đẩu song hùng (1983)
- Tạm biệt tuổi 19 (1983)
- Encounter with Fortune (1983)
- Nhân thiên sư (1983)
- Săn diều hâu (1982)
- Hương thành lãng tử (1982)
- Hoạt lực thập nhất (1982)
- Hong Kong '82 (1982)
- Manager & Messenger (1982)
- Tửu quyền Tô Khất Nhi (1982)
- Thiên long bát bộ (1982)
- The Young Heroes of Shaolin (1981)

### Video ca nhạc
- The Name - "The Name" (2002)
- NewJeans - "Cool with You" (2023)

## Giải thưởng và đề cử chính

### Phim ảnh
| Năm  | Lễ trao giải                                         | Giải thưởng                                                 | Phim                 | Kết quả   | Nguồn           |
| ---- | ---------------------------------------------------- | ----------------------------------------------------------- | -------------------- | --------- | --------------- |
| 1987 | Giải thưởng Điện ảnh Hồng Kông lần thứ 6             | Nam diễn viên chính xuất sắc nhất                           | Địa hạ tình          | Đề cử     | [ 90 ] [ 91 ]   |
| 1988 | Giải thưởng Điện ảnh Hồng Kông lần thứ 7             | Nam diễn viên phụ xuất sắc nhất                             | Anh hùng nhân dân    | Đoạt giải | [ 92 ] [ 93 ]   |
| 1990 | Giải thưởng Điện ảnh Hồng Kông lần thứ 9             | Nam diễn viên phụ xuất sắc nhất                             | Sát thủ hồ điệp mộng | Đoạt giải | [ 94 ] [ 95 ]   |
| 1993 | Giải thưởng Điện ảnh Hồng Kông lần thứ 12            | Nam diễn viên phụ xuất sắc nhất                             | Lạt thủ thần thám    | Đề cử     | [ 96 ] [ 97 ]   |
| 1994 | Giải Kim Mã lần thứ 31                               | Nam diễn viên chính xuất sắc nhất                           | Trùng Khánh Sâm Lâm  | Đoạt giải | [ 98 ]          |
| 1995 | Giải thưởng Điện ảnh Hồng Kông lần thứ 14            | Nam diễn viên chính xuất sắc nhất                           | Trùng Khánh Sâm Lâm  | Đoạt giải | [ 99 ] [ 100 ]  |
| 1996 | Giải Kim Tử Kinh lần thứ nhất                        | Nam diễn viên chính xuất sắc nhất                           | Bác sĩ lưu manh      | Đề cử     | [ 101 ]         |
| 1998 | Giải Kim Tử Kinh lần thứ 2                           | Nam diễn viên chính xuất sắc nhất                           | Xuân quang xạ tiết   | Đoạt giải | [ 102 ]         |
| 1998 | Giải Kim Mã lần thứ 35                               | Nam diễn viên chính xuất sắc nhất                           | Your Place or Mine   | Đề cử     | [ 103 ]         |
| 1998 | Giải thưởng Điện ảnh Hồng Kông lần thứ 17            | Nam diễn viên chính xuất sắc nhất                           | Xuân quang xạ tiết   | Đoạt giải | [ 104 ] [ 105 ] |
| 1999 | Giải thưởng Điện ảnh Hồng Kông lần thứ 18            | Nam diễn viên chính xuất sắc nhất                           | Ám Hoa               | Đề cử     | [ 106 ] [ 107 ] |
| 2000 | Giải Kim Tử Kinh lần thứ 5                           | Nam diễn viên chính xuất sắc nhất                           | Tâm trạng khi yêu    | Đề cử     | [ 108 ]         |
| 2000 | Giải Kim Mã lần thứ 37                               | Nam diễn viên chính xuất sắc nhất                           | Tâm trạng khi yêu    | Đề cử     | [ 109 ]         |
| 2000 | Liên hoan phim châu Á–Thái Bình Dương                | Nam diễn viên chính xuất sắc nhất                           | Tâm trạng khi yêu    | Đề cử     |                 |
| 2000 | Liên hoan phim Cannes                                | Nam diễn viên xuất sắc nhất                                 | Tâm trạng khi yêu    | Đoạt giải | [ 110 ] [ 111 ] |
| 2001 | Giải thưởng Điện ảnh Hồng Kông lần thứ 20            | Nam diễn viên chính xuất sắc nhất                           | Tâm trạng khi yêu    | Đoạt giải | [ 112 ] [ 113 ] |
| 2001 | Giải thưởng Truyền thông Điện ảnh Trung Quốc         | Nam diễn viên chính xuất sắc nhất                           | Tâm trạng khi yêu    | Đoạt giải | [ 114 ]         |
| 2003 | Giải thưởng Điện ảnh Hồng Kông lần thứ 22            | Nam diễn viên chính xuất sắc nhất                           | Vô gian đạo          | Đoạt giải | [ 115 ] [ 116 ] |
| 2003 | Giải Kim Mã lần thứ 40                               | Nam diễn viên chính xuất sắc nhất                           | Vô gian đạo          | Đoạt giải | [ 117 ]         |
| 2003 | Giải Kim Tử Kinh lần thứ 8                           | Nam diễn viên chính xuất sắc nhất                           | Vô gian đạo          | Đoạt giải | [ 118 ]         |
| 2004 | Giải Kim Mã lần thứ 41                               | Nam diễn viên chính xuất sắc nhất                           | 2046                 | Đề cử     | [ 119 ]         |
| 2004 | Liên hoan phim Đêm đen Tallinn                       | Nam diễn viên chính xuất sắc nhất                           | 2046                 | Đoạt giải | [ 120 ]         |
| 2005 | Giải thưởng Điện ảnh Hồng Kông lần thứ 24            | Nam diễn viên chính xuất sắc nhất                           | 2046                 | Đoạt giải | [ 121 ] [ 122 ] |
| 2005 | Giải Kim Tử Kinh lần thứ 10                          | Nam diễn viên chính xuất sắc nhất                           | 2046                 | Đoạt giải | [ 123 ]         |
| 2005 | Giải Hiệp hội Phê bình Điện ảnh Hồng Kông            | Nam diễn viên chính xuất sắc nhất                           | 2046                 | Đoạt giải | [ 124 ]         |
| 2007 | Giải thưởng Điện ảnh Hồng Kông lần thứ 26            | Nam diễn viên chính xuất sắc nhất                           | Thương thành         | Đề cử     | [ 125 ] [ 126 ] |
| 2007 | Giải Kim Mã lần thứ 44                               | Nam diễn viên chính xuất sắc nhất                           | Sắc, Giới            | Đoạt giải | [ 127 ]         |
| 2008 | Giải thưởng Điện ảnh châu Á                          | Nam diễn viên chính xuất sắc nhất                           | Sắc, Giới            | Đoạt giải | [ 128 ]         |
| 2008 | Giải Tinh thần độc lập                               | Nam diễn viên chính xuất sắc nhất                           | Sắc, Giới            | Đề cử     | [ 129 ]         |
| 2008 | Giải Thiết Tượng lần thứ nhất                        | Nam diễn viên chính xuất sắc nhất                           | Sắc, Giới            | Đoạt giải | [ 130 ]         |
| 2008 | Giải thưởng Thành tựu xuất sắc châu Á                | Nam diễn viên chính xuất sắc nhất                           | Sắc, Giới            | Đoạt giải |                 |
| 2009 | Giải thưởng Điện ảnh Hồng Kông lần thứ 28            | Nam diễn viên chính xuất sắc nhất                           | Đại chiến Xích Bích  | Đề cử     | [ 131 ] [ 132 ] |
| 2013 | Giải thưởng Điện ảnh Hồng Kông lần thứ 32            | Nam diễn viên chính xuất sắc nhất                           | Thính phong giả      | Đề cử     | [ 133 ] [ 134 ] |
| 2013 | Giải Kim Mã lần thứ 50                               | Nam diễn viên chính xuất sắc nhất                           | Nhất đại tông sư     | Đề cử     | [ 135 ]         |
| 2013 | Liên hoan phim châu Á–Thái Bình Dương                | Nam diễn viên chính xuất sắc nhất                           | Nhất đại tông sư     | Đề cử     | [ 136 ]         |
| 2013 | Triển lãm phim châu Á lần thứ 19                     | Diễn viên xuất sắc nhất                                     |                      | Đoạt giải |                 |
| 2014 | Giải thưởng của Hiệp hội Đạo diễn Điện ảnh Hồng Kông | Nam diễn viên chính xuất sắc nhất                           | Nhất đại tông sư     | Đoạt giải | [ 137 ]         |
| 2014 | Giải thưởng Điện ảnh Hồng Kông lần thứ 33            | Nam diễn viên chính xuất sắc nhất                           | Nhất đại tông sư     | Đề cử     | [ 138 ] [ 139 ] |
| 2014 | Giải thưởng Điện ảnh châu Á                          | Nam diễn viên chính xuất sắc nhất                           | Nhất đại tông sư     | Đề cử     | [ 140 ]         |
| 2020 | Giải Hoa Đỉnh                                        | Top 10 diễn viên truyền hình được yêu thích nhất trong nước |                      | Đoạt giải | [ 141 ]         |

### Âm nhạc
| Năm  | Lễ trao giải                              | Giải thưởng                                           | Tác phẩm                            | Kết quả   |
| ---- | ----------------------------------------- | ----------------------------------------------------- | ----------------------------------- | --------- |
| 1993 | Lễ trao giải Top 10 bài hát vàng TVB      | Giải Bạc bài hát tiếng phổ thông được yêu thích nhất  | "Em khó quên đến thế này sao"       | Đoạt giải |
| 1993 | Bài hát được yêu thích nhất TVB quý 3     | Bài hát của quý                                       | "Mỗi ngày một chút yêu thương"      | Đoạt giải |
| 1993 | Bài hát được yêu thích nhất TVB quý 4     | Bài hát của quý                                       | "Em khó quên đến thế này sao"       | Đoạt giải |
| 1994 | Bài hát được yêu thích nhất TVB quý 1     | Bài hát của quý                                       | "Một đời một lòng"                  | Đoạt giải |
| 2000 | Lễ trao giải Top 10 bài hát vàng TVB      | Giải Bạc bài hát tiếng Quan Thoại được yêu thích nhất | "Hoa dạng niên hoa" (ft. Ngô Ân Kỳ) | Đoạt giải |
| 2000 | Sprite – My choice lần thứ 1              | Bài hát hàng đầu cả nước, Bài hát hợp xướng hay nhất  | "Hoa dạng niên hoa"                 | Đoạt giải |
| 2000 | Top Chinese Music Awards lần thứ 2        | Bài hát điện ảnh và truyền hình hay nhất năm          | "Hoa dạng niên hoa"                 | Đoạt giải |
| 2003 | Giải thưởng Điện ảnh Hồng Kông lần thứ 22 | Bài hát gốc trong phim hay nhất                       | "Vô gian đạo" (ft. Lưu Đức Hoa)     | Đoạt giải |
| 2003 | Bài hát được yêu thích nhất TVB quý 1     | Bài hát hợp xướng hay nhất                            | "Vô gian đạo"                       | Đoạt giải |